# Thierry Kazazian
Thierry Kazazian est un designer et auteur, né le 28 février 1961, de mère grecque et de père arménien, français de naissance et décédé le 30 janvier 2006 d'une leucémie. Thierry Kazazian est un pionnier de l'écodesign et de l'éco-conception en France et à l'international. Influencées par Victor Papanek, qui a joué un rôle précurseur dans la communauté des designers en particulier à la Domus Academy à Milan à la fin des années 80, les réflexions de Thierry Kazazian sur une économie et une société plus "légères" peuvent être affiliées à la pensée de Nicholas Georgescu-Roegen ou à celle d'Ivan Illitch. Le travail  de Thierry Kazazian est souvent qualifié de "visionnaire" par ses contemporains,,,

## Études
Thierry Kazazian est designer diplômé de la Domus Academy (en) de Milan.

## Création du réseau O2
En 1988 à Milan, alors que la ville interdit la consommation de laitages et de légumes après l'accident de Tchernobyl, il fonde avec le designer danois Niels Peter Flint et d'autres camarades, le réseau O2 (en) (pour la formule de l'oxygène), premier réseau international de designers œuvrant pour un développement durable. Il crée la même année O2 France, l'antenne française du réseau.

## O2 France
En 1989, l'antenne O2 France prend la forme d'une association loi de 1901. L’objet de l'association est la "mise en avant du concept " design et environnement ", la création de produits ou de projets liés à ce concept, la promotion des créateurs impliqués dans ce concept".
En 1992, O2 France devient une entreprise au statut de SARL et travaille notamment pour Monoprix, Louis Vuitton, Nature et découvertes et l’Ademe.
En 1999, O2 France imagine et conçoit Heliote, économiseur d'eau dans l'habitat. O2 France recevra différent prix pour ce produit dont, en 2000, l'Étoile du design, décernée par l'Agence pour la promotion de la création industrielle (APCI) puis en 2000, le prix de l'innovation INPI 2000 et en mention spéciale du prix écoproduit du ministère de l'Écologie et du Développement durable en 2002.

## Ouvrages

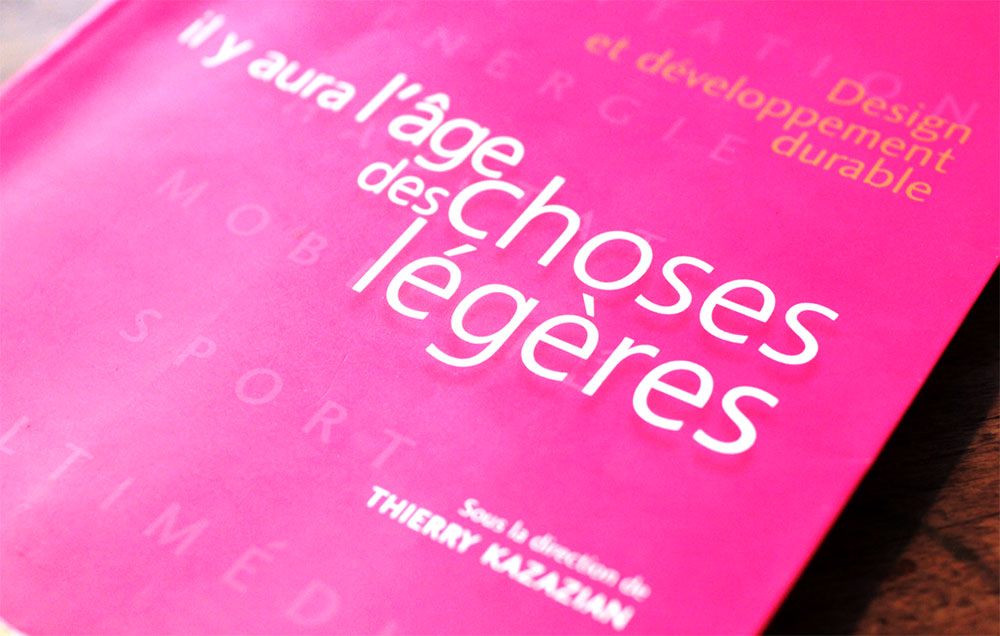
Couverture du livre "Il y aura l'âge des choses légères"

En 1995, Thierry Kazazian co-écrit avec Mathilde Henry et Anne-Laure Lesquoy l'ouvrage collectif Le cycle de l'emballage : Le conditionnement de qualité environnemental. Ce guide de l'emballage propose des méthodes d'éco-conception permettant d'intégrer l'environnement au cahier des charges de conception d'un emballage. L'ouvrage est préfacé par Michel Barnier, ancien ministre de l’Environnement,.
En 1999, O2 France conçoit pour l'ADEME l’ouvrage "Conception de produits et environnement : 90 exemples d’éco-conception". Ce recueil regroupe 90 cas pratiques issus d'entreprises françaises et étrangères, de secteurs d’activités diverses. Ces exemples de réalisations concrètes illustrent le concept d'éco-conception afin d'en favoriser la diffusion auprès des entreprises,.
En 2003, Thierry Kazazian dirige l'ouvrage collectif Il y aura l'âge des choses légères. L'ouvrage porte une réflexion sur tous les objets de la vie quotidienne qui ont un poids sur notre environnement. L'eau, l'alimentation, l'énergie, l'habitat, le sport, la mobilité et le multimédia sont les domaines qui ont servi de points de départ à des scénarios de transformation de la société de consommation de produits et de ressources vers une société d'utilisation et d'usage. L'ouvrage prône des produits et services plus légers et plus durables, satisfaisant nos besoins et nos désirs. L’ouvrage est un manifeste conjuguant design et prospective, jetant les bases d'une économie plus légère. L'ouvrage reçoit le grand prix Saint Étienne Métropole du livre de design 2003.

## Exposition «Changer d'Ère»
En 2005, est lancé le projet d'une exposition s'inspirant de l'ouvrage Il y aura l'âge des choses légères. L'exposition prend le nom de "Changer d'Ère" et se tient sur 900 m² du 17 octobre 2006 au 12 août 2007 à la Cité des Sciences et de l'Industrie. Les commissaires d'exposition sont Thierry Kazazian, décédé durant le projet, Basile Gueorguievsky pour O2 France et Jacqueline Febvre, directrice de l’École supérieure d'art et de design d'Orléans.  L'exposition s’organise en différentes parties le long d’un parcours informant les visiteurs sur l’état de la Terre, l’empreinte écologique, l’ "entente féconde" (présentant les principes pour s'inspirer des rythmes et des formes du vivant à intégrer dans la création des objets), les portraits de designers et architectes sensibles à l'environnement, le manifeste et les « scénarios de vie ». « Les scénarios de vie »  proposent des solutions pour agir au quotidien sur quatre thèmes : Habiter, Se nourrir, Bouger, Produire et consommer. Pour illustrer cette partie de l'exposition, trois écoles de design (l’ENSCI, l’École de design Nantes Atlantique et l’ISD de Valenciennes) ont été associées à la conception des quatre îlots la composant. 
L'exposition adressée au grand public se voulait être une incitation à la réflexion et aux changements de comportements face à nos modes de consommation, en présentant des services et des « produits plus légers, plus économes, plus efficaces, plus intelligents. En d'autres mots : pour une économie légère, moins de matières premières mais plus de matière grise. ».

## Citations
Bien que le livre Il y aura l'âge des choses légères soit surtitré Design et développement durable, Thierry Kazazian « préfère parler de développement désirable plutôt que de développement durable ».
Selon Thierry Kazazian « les objets de notre quotidien sont appelés à changer radicalement, il ne s'agit pas de faire moins mais de faire différemment [...] faire évoluer nos modes de vie et faire en sorte que cela soit agréable. Notre société a besoin d’un énorme bond créatif : il devra s'accomplir au travers d'objets conçus pour tisser un lien nouveau entre l'homme et la nature ».